# Epidendrum refractum
Epidendrum refractum är en orkidéart som beskrevs av John Lindley. Epidendrum refractum ingår i släktet Epidendrum och familjen orkidéer. Inga underarter finns listade i Catalogue of Life.